# Biergarten

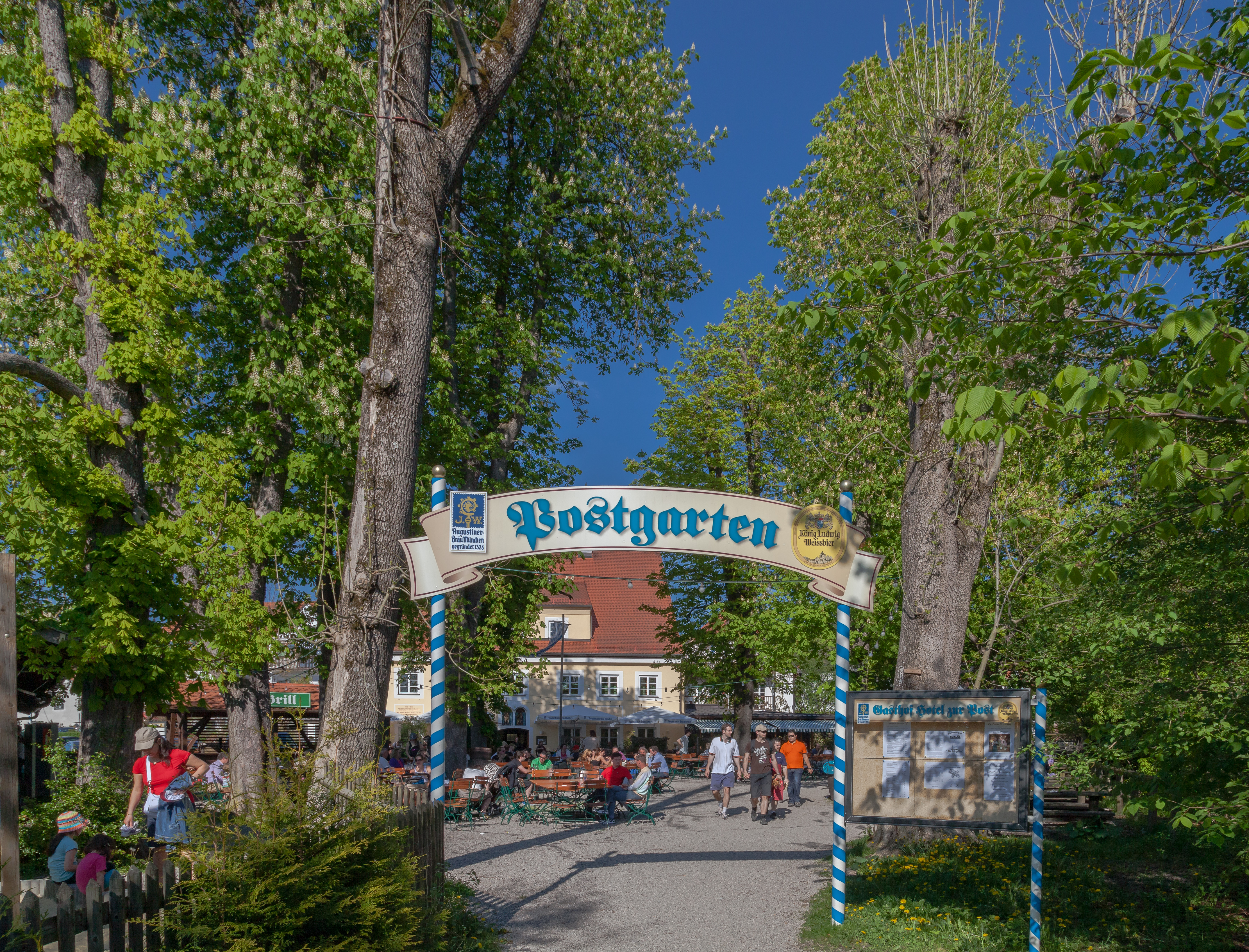
Entrada a un Biergarten en Herrsching, Alemania.

Los Biergärten (en singular, Biergarten, "jardín de la cerveza" en alemán) son terrazas típicas de Baviera, Alemania, donde se sirve cerveza como producto principal. El presente artículo se centra en el Biergarten tradicional de Baviera, lugar de origen de este tipo de establecimientos. En la región de Franconia, los Biergärten reciben el apelativo de Bierkeller. 
Una característica esencial de los Biergärten tradicionales es que el cliente tiene derecho a llevar y consumir su propia comida, y paga únicamente la bebida. Son típicas de los Biergärten las mesas y bancos de madera (Biergarnituren), así como la presencia de árboles. El suelo suele ser de gravilla, y habitualmente también es posible comprar comida típica. Resultan impropias de los Biergärten las sillas apilables de plástico, el uso de sombrillas en lugar de árboles, los suelos de cemento o de ladrillo y la comida precocinada. En algunos Biergärten, hay áreas separadas para el autoservicio y para el servicio con camareros.

## Historia

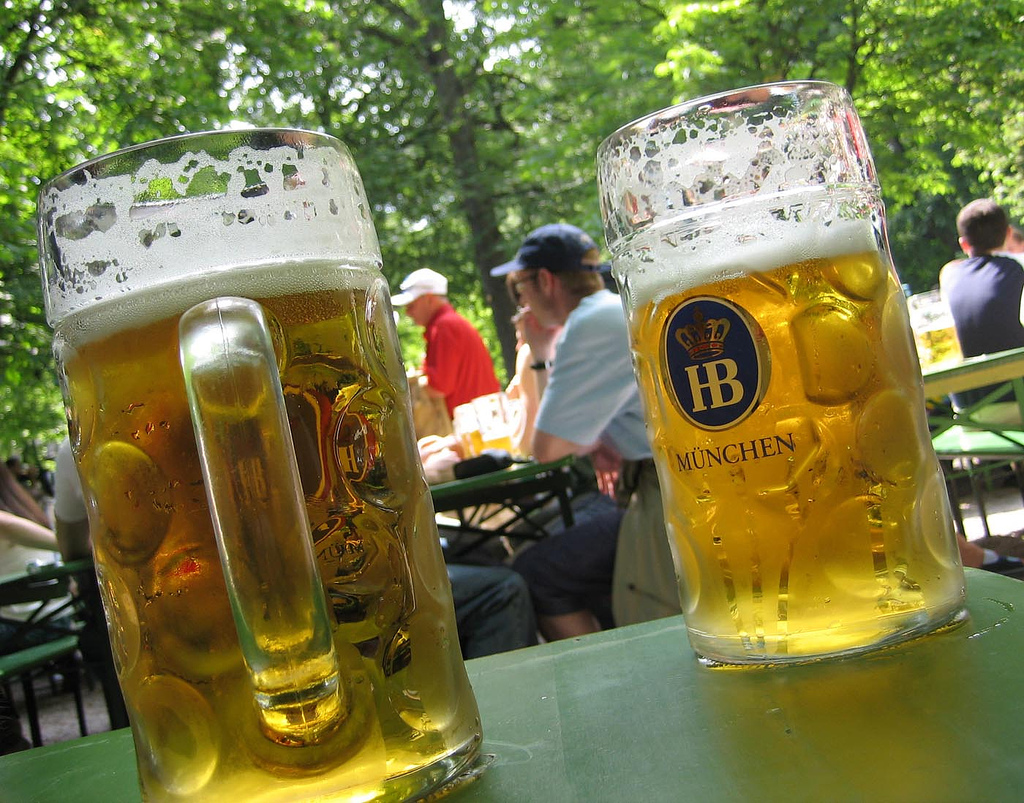
Dos jarras (Maßkrug) de cerveza Helles

Los Biergärten surgieron en Múnich en el siglo XIX, cuando se bebía sobre todo cerveza de fermentación baja. De acuerdo con un decreto del rey Alberto V de Baviera en 1553, sólo se permitía prepararla en los meses fríos (del 29 de septiembre al 23 de abril), ya que la fermentación debía tener lugar a temperaturas de entre 4 y 8 grados. Para que la cerveza pudiera ser servida también en los meses calurosos, las grandes cervecerías construyeron sótanos en las márgenes del río Isar para, de esa forma, conservar la cerveza a temperaturas adecuadas. De igual manera, para ayudar a mantener fresco el suelo sobre los sótanos, este se cubría de gravilla; adicionalmente, se plantaron castaños, por la sombra fresca y cerrada que ofrecen. 

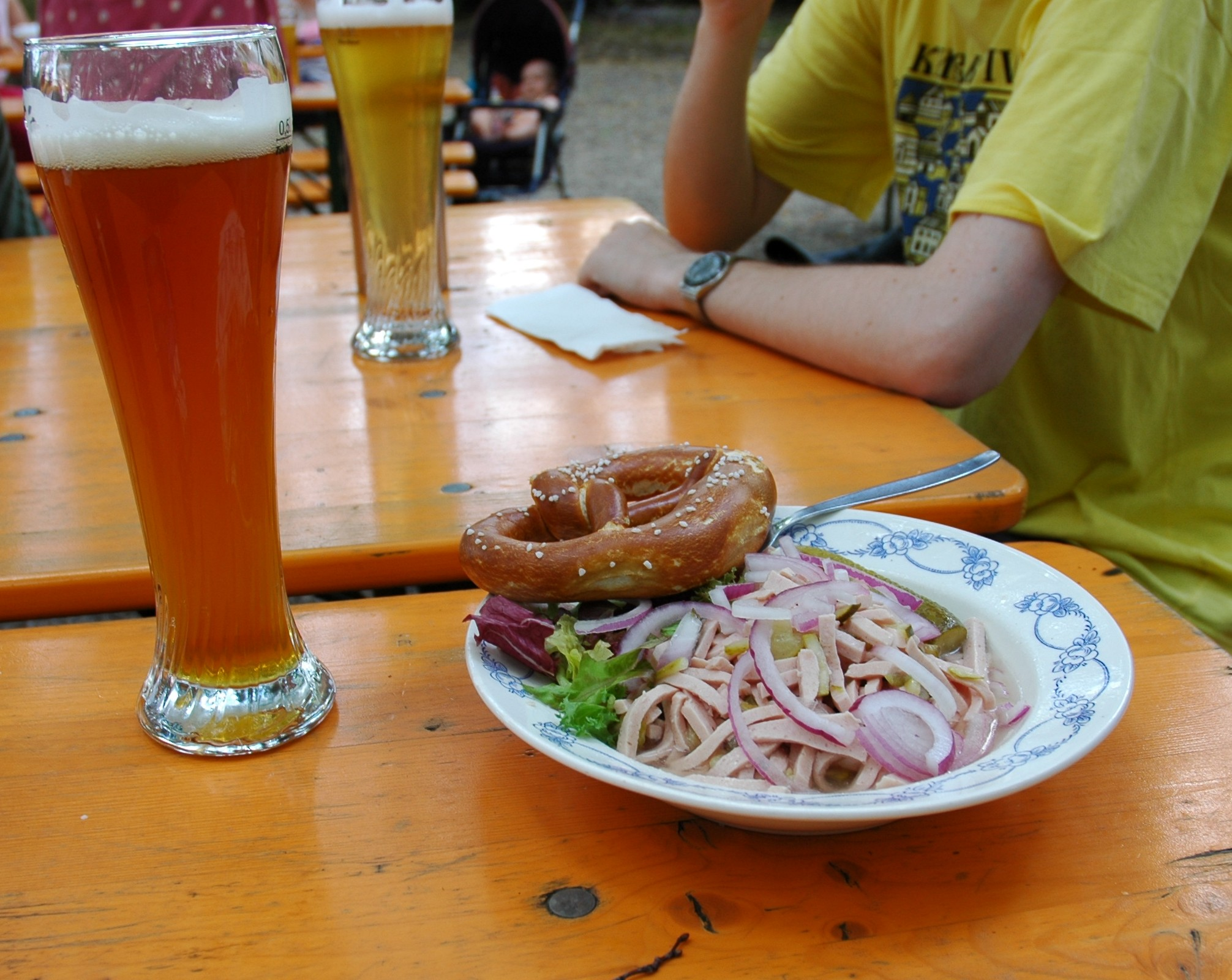
Brotzeit

Los productores vendían la cerveza directamente en los sótanos a los clientes, quienes tenían permitido llevar una jarra de gran tamaño (Bierkrug) para ser servidos y, posteriormente, beber la cerveza en casa. Sin embargo, debido a que cada vez más gente prefería reunirse en el lugar de venta, un paso lógico fue colocar mesas y bancos para los clientes y, posteriormente, vender comida. Esta práctica se hizo muy popular entre los habitantes de Múnich. Sin embargo, esta dinámica afectaba a los pequeños productores del resto de Múnich y sus alrededores, lo que les llevó a solicitar el auxilio del rey Maximiliano I de Baviera, quien el 4 de enero de 1812 decretó que no se vendiera comida en los establecimientos -excepto pan- y que, quienes quisieran comer, debían llevar sus propios alimentos.
En Múnich, se considera la emisión del decreto como el inicio oficial de los Biergärten tradicionales, por lo que en 2012 se celebraron los 200 años del nacimiento de los Biergärten muniqueses y de la Alta Baviera.
En la actualidad, todavía existen algunos de los sótanos originales; en concreto, el de la cervecería Paulaner, en Nockherberg, y el Hofbräukeller. Los de Bürgerbräukeller y de Franziskaner funcionan en la actualidad como estacionamientos.

## Definición legal
La Ordenanza de Regulación de Biergarten de Baviera (Bayerische Biergartenverordnung, en alemán), en su edición vigente, del 20 de abril de 1999, establece lo siguiente:
"El Biergarten bávaro típico es un restaurante o la parte ubicada al aire libre de uno, cuyo funcionamiento se limita básicamente a épocas de buen tiempo durante la estación cálida del año. Su carácter de jardín exige que el negocio se halle en zona verde y, en todo caso, al aire libre. La disposición ideal del Biergarten es aquella que permite sentarse a la sombra bajo árboles grandes. Las carencias presentes en este sentido pueden subsanarse hasta cierto punto mediante plantas más pequeñas en el interior de las instalaciones. La condición de jardín quedará definida por una densidad elevada de vegetación, sea dentro del propio recinto o en los alrededores. Lo definitivo es el aspecto general del recinto."
Respecto a la limitación de venta de comida, en el siglo XXI ya no se aplica, porque es posible comprar comida en los Biergärten; sin embargo, sigue vigente la opción de llevar comida propia, sin pagar nada, tal como se establece en la misma Ordenanza:
"Dos características son representativas del Biergarten bávaro en lo concerniente a su regulación: que tenga carácter de jardín y que su modo de funcionamiento sea el tradicional, especialmente en lo que se refiere a la posibilidad de traer y consumir comida propia, sin pago alguno, lo que lo diferencia de otros establecimientos de comida al aire libre.“

## Impacto social

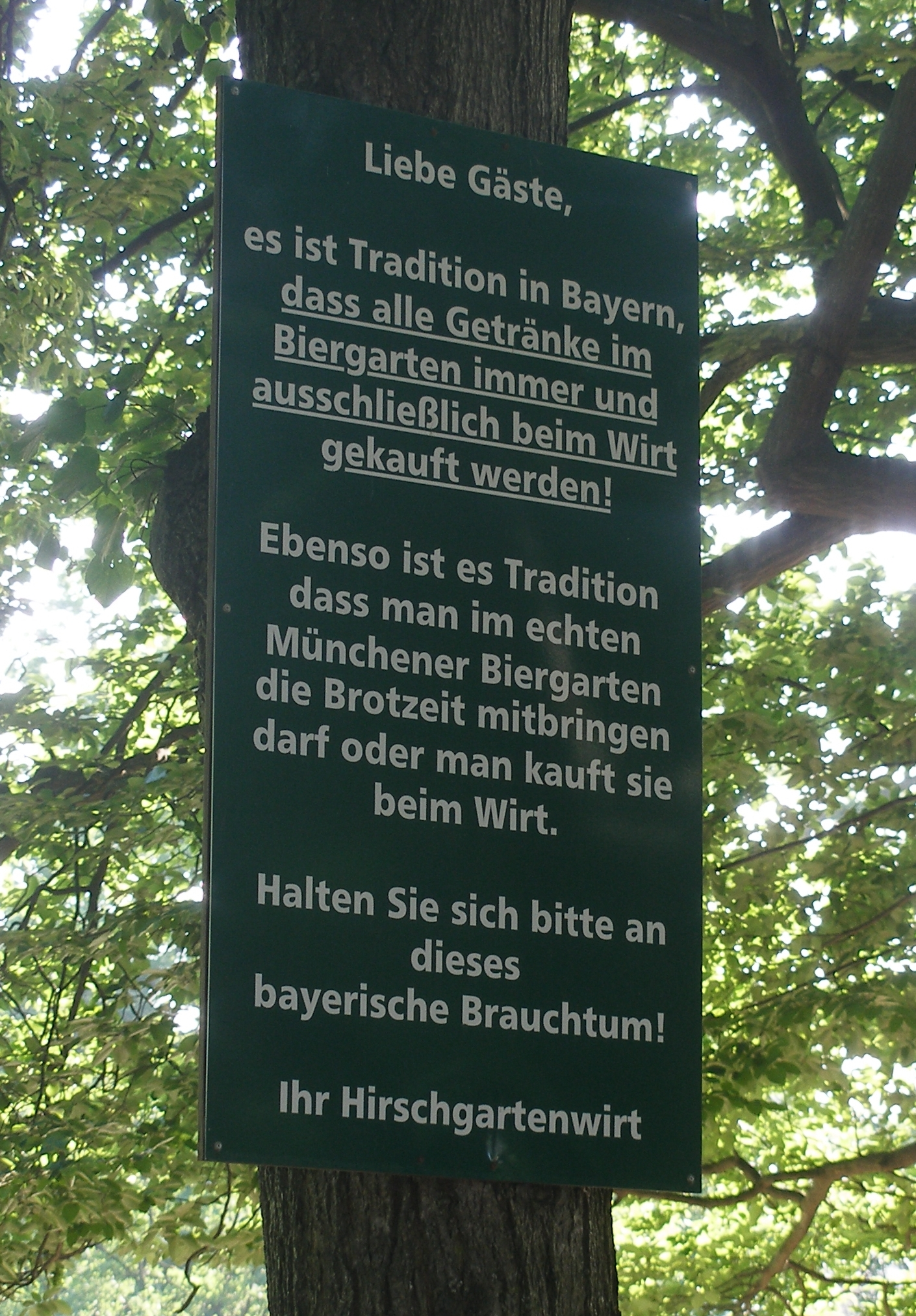
Letrero en Hirschgarten. El texto dice: "Es tradición en Baviera que todas las bebidas en el Biergarten se adquieran siempre y exclusivamente con el hostelero. También es tradición que en un auténtico Biergarten muniqués se pueda traer el Brotzeit o que se compre con el hostelero. Por favor, aténgase a estas costumbres bávaras."

En ese "espacio protegido" que es un Biergarten pueden reunirse gentes de diferentes nacionalidades, orígenes, locales o turistas, jóvenes o viejos. Con la disposición de comprar las bebidas en el lugar y la posibilidad de llevar su propia comida, cualquier persona de cualquier clase social puede llegar y convivir con los demás. La comunicación entre la gente y la diversión son probablemente junto a la cerveza los elementos sustanciales de la vida en el lugar.
Las familias pueden reunirse sin complicaciones, ya que suele haber espacios de juego para los niños. El ruido y el escándalo son poco apreciados por los huéspedes de los Biergärten y los alborotos, cuando raramente se presentan, son aplacados rápidamente por la seguridad del lugar y por las autoridades.
Durante las comidas, es común ver que la gente, extraños los unos a los otros, compartan sus alimentos, además de intensas conversaciones con sus vecinos de banca. Esta comunicación traspasa las diferencias económico-sociales y permite la integración, a largo plazo, de los más diversos grupos heterogéneos de la sociedad (se ha dicho, con frecuencia, que Múnich es la ciudad de los inmigrantes: en 2005, más del 20% de su población era extranjera).
El hecho de que estos efectos sociales no sean intencionales se ve reflejado en el siguiente párrafo de la Ordenanza de Regulación del Biergarten de Baviera:
Los Biergärten cumplen importantes funciones sociales y de comunicación, porque son, desde hace muchos años, un lugar de encuentro de muchos estratos de la sociedad, que traspasa sus diferencias y permite una socialización e integración de los participantes de forma libre y espontánea. Son ideales para la convivencia y sus efectos a corto plazo son irremplazables en el país. Son regularmente buenos para las familias y personas de bajos ingresos económicos, quienes pueden llevar sus alimentos y aprovechar la oportunidad de convivencia".

## Brotzeit: la comida propia en el Biergarten
Por regla general no hay limitantes del tipo y la cantidad de comida propia que se desee llevar a un Biergarten. Sin embargo, en el sitio oficial de la ciudad de Múnich existe un listado de la comida tradicional a manera de sugerencia para disfrutar de un Brotzeit bávaro tradicional:
- Mantel (de preferencia uno de tela a cuadros rojos y blancos y no uno de rombos blancos y azules).
- Mesas de madera como base. Cubiertos y servilletas.
- Rábanos blancos y un cuchillo filoso para cortarlos.
- Leberkäse o embutidos y salchichas.
- Quesos regionales como el emmental, el romadur o el limburger.
- Pimienta, sal y mostaza.
- Landbutter (mantequilla de leche no pasteurizada) fresca.
- Pan integral (los pretzel se compran de preferencia en el Biergarten para disfrutarlos frescos y crujientes).
- Obazda (crema de queso típica de Baviera) u otros ingredientes, como tomates, rábanos rojos, manteca de tocino, etc.

Todo se empaca en una canasta de mimbre entretejido y, en lo posible, todos los utensilios deben ser de materiales naturales. Otras opciones son ensaladas (de papa o de embutidos), rapé y velas para una velada después de la puesta del  sol.

## Biergärten dentro y fuera de Múnich

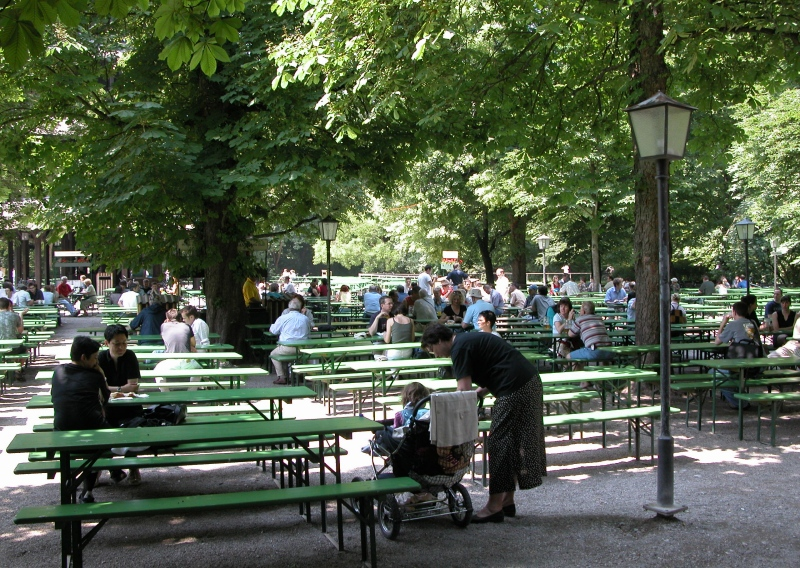
Biergarten en la Torre China del Englischer Garten de Múnich

El Biergarten tradicional más grande del mundo es el del Hirschgarten ("Jardín de los Venados"), en Múnich. El segundo más grande —y al mismo tiempo el más conocido por turistas y residentes— es el de la Torre China, en el Englischer Garten ("Jardín Inglés") de la capital bávara.
El más céntrico es el ubicado en el Viktualienmarkt. El que se localiza en Nockherberg es conocido en todo el país gracias al anuncio televisivo de Paulaner.
En el distrito de Múnich destacan el Kugler Alm junto a Oberhaching, donde reclaman haber inventado la cerveza Radler, y el Waldwirtschaft de Pullach, donde en 1995 una protesta vecinal por los niveles de ruido desembocó en una manifestación en defensa de la cultura del Biergarten (Biergartenrevolution), que al final tendría como resultado la redacción de las definiciones legales arriba reproducidas.
También son conocidos algunos Biergärten que pertenecen a conventos, como los de Andechs y Weltenburg.

## Biergärten no tradicionales
Los términos Biergarten y Biergärten se usan en casi toda Alemania, así como en Austria y Suiza para referirse a cualquier establecimiento hostelero al aire libre. Sin embargo, los términos adecuados para los Biergärten no tradicionales (en el sentido descrito en este artículo) son Wirtsgarten (jardín o terraza de taberna) o Gastgarten (jardín o terraza de huéspedes).
La disposición de la terraza en los Biergärten no tradicionales no cumple estrictamente con las características arquitectónicas y de mobiliario tradicionales y, especialmente, con la facilidad de consumir comida propia. Tanto ésta como la bebida deben comprarse en la terraza.
Para que un Biergarten pueda ser considerado como tal (o como uno tradicional), debe cumplir con las llamadas Tres B (en alemán):
- Bäume (árboles) para proporcionar sombra, preferentemente castaños.
- Brotzeit selbst mitzubringen (la portación de la comida propia), por regla general en las mesas sin mantel y
- Bier (cerveza) servida en Maßkrügen (tarros cerveceros de un litro de capacidad).